# 顧立雅
赫利·格莱斯纳·克里尔（英語：Herrlee Glessner Creel，1905年1月19日—1994年6月1日），汉名顾立雅，又名顧理雅，生於芝加哥，畢業於芝加哥大學并留校任教。

## 生平
曾任芝加哥大学东方语文系主任、美国东方学会会长、亞洲協會会员等，是西方著名的漢學家，同時也是孔子研究的權威。曾著有《孔子与中国之道》、《孔子真面目》、《从孔夫子到毛泽东的中国思想》、《传说中之孔子》多書。
顾立雅的孔子观对现代的欧美人士影响颇大。他的著作，特别是《孔子与中国之道》，一向是西方汉学界孔子研究领域学者的必备参考书。他對中國初期漢學的貢獻亦使芝加哥大學成為西方漢學研究的中心。